# Арт-квадрат
«Арт-квадрат» — городское пространство в Уфе, с ансамблем зданий постройки конца XIX — начала XX веков, часть которых — объекты культурного наследия.
Расположено в Новой Уфе, примыкает к Верхнеторговой площади и входит в туристский центр города.

## Описание
В «Арт-квадрат» расположены шоурумы, галереи, творческие мастерские, бары и кафе; здесь проходят музыкальные вечера, театральные постановки, лекции, выступления поэтов.
В территорию входят объекты культурного наследия, например, Усадьба Рябинина и Дом-коммуна. Здесь работал чаеразвесочный завод «Вогау и Ко», был открыт первый в губернии кинотеатр и располагалась обувная фабрика. 

## История
Начиная с 2005, руководство проекта постепенно выкупало здания, расположенные в квартале улиц Чернышевского, Ленина, Коммунистической и Мустая Карима.
Проект реконструкции квартала и редевелопмента зданий разработан «Архитектурная мастерская Дмитрия Винкельмана» по заказу ООО «Молл».
Территория открыта для посещения в 2018, официально открыт в 2019.